# Frances Trollope

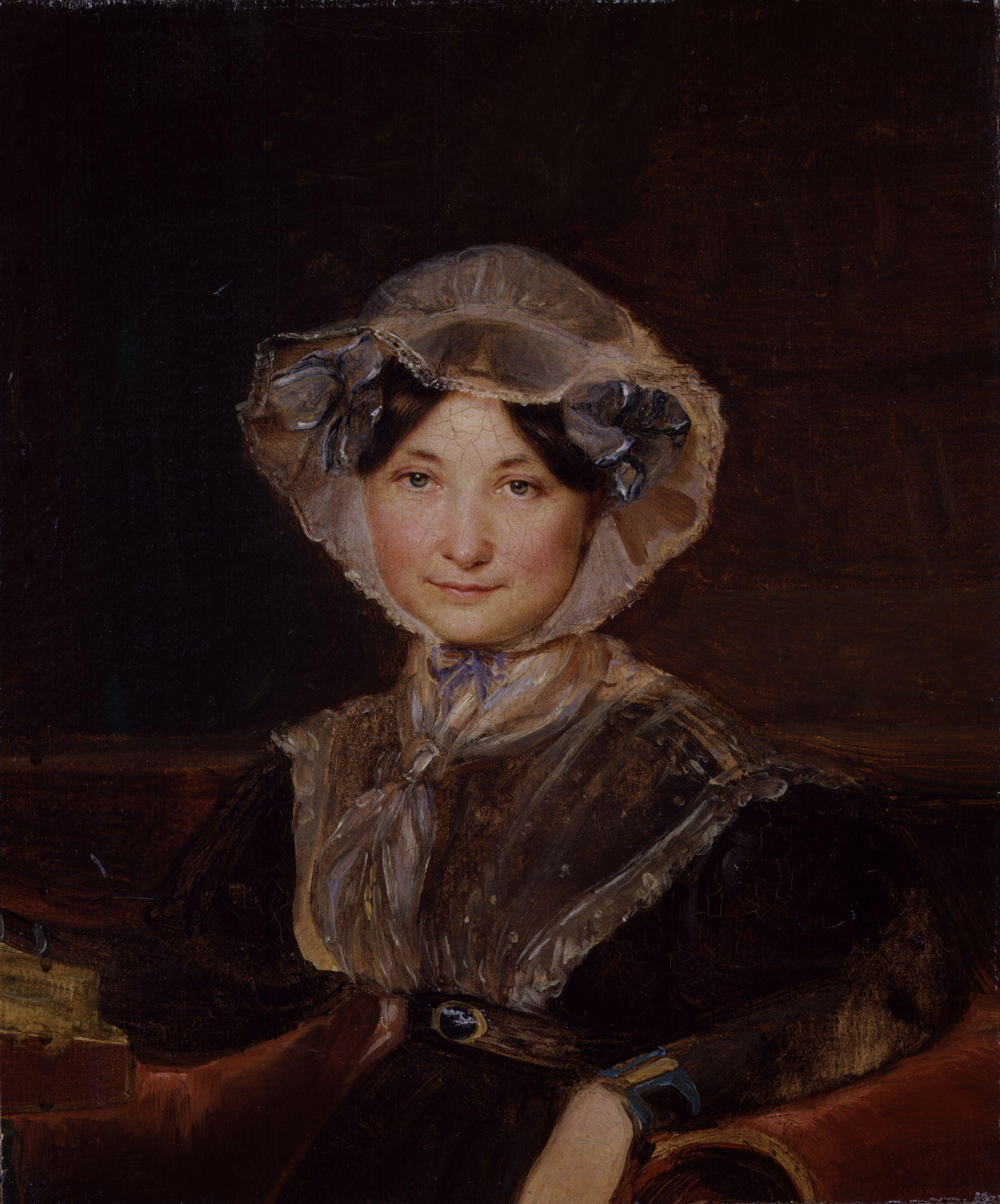
Frances Trollope, um 1832 gemalt von Auguste Hervieu

Frances Trollope, geb. Milton (* 10. März 1779 in Stapleton bei Bristol; † 6. Oktober 1863 in Florenz), war eine britische Romanautorin und Reiseschriftstellerin.

## Leben

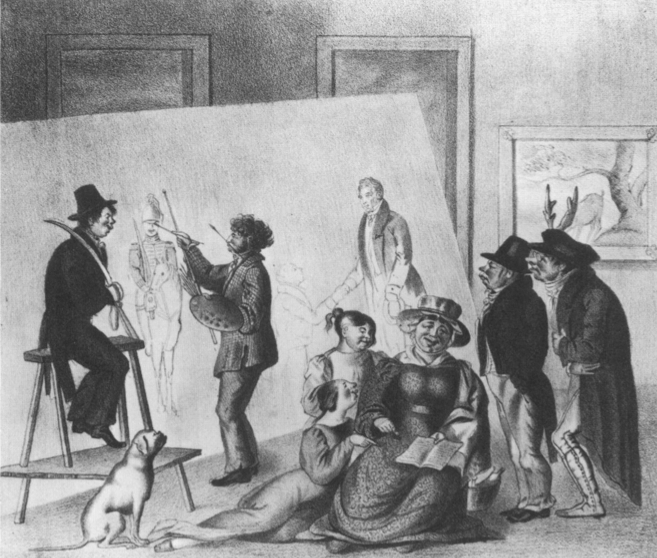
The Trollope Family – Karikatur: Frances Trollope, im Vordergrund ihren Töchtern aus einem Buch vorlesend, dahinter der Maler Auguste Hervieu, wie ihm Trollopes Sohn auf einem Schemel für eine Reiterdarstellung Modell sitzt – Lithografie von David Claypoole Johnston, 1832

Frances „Fanny“ Milton, eine Tochter des anglikanischen Vikars Milton aus der Grafschaft Hampshire, heiratete 1809 den Advokaten Thomas Anthony Trollope (1774–1835) und gebar sieben Kinder. Ihr ältester Sohn Thomas Adolphus Trollope (1810–1892) verfasste mehrere Werke zur Geschichte Italiens. Ihr dritter Sohn war der Schriftsteller Anthony Trollope (1815–1882).
Als ihr Ehemann in eine finanzielle Krise geriet, wanderte Frances Trollope 1827 mit ihrer Familie in die USA aus. Sie zog zunächst in die von Frances Wright in Tennessee gegründete Siedlung Nashoba, in der Sklaven auf ihre Emanzipation vorbereitet wurden. Im Februar 1828 zog sie mit ihren Kindern weiter nach Cincinnati. Nachdem sie dem Museumsbetreiber Joseph Dorfeuille dort eine Weile geholfen hatte, neue sensationelle Ausstellungsformen zu entwickeln, darunter die Infernal Regions, eine spektakuläre Inszenierung von Dantes Inferno, eröffnete sie mit finanzieller Unterstützung ihres Ehemanns im Oktober 1829 in der Stadt ein Lokal, das bald „Mrs. Trollope’s Bazaar“ genannt wurde, ein dreigeschossiges, exotisch anmutendes Gebäude mit ägyptischen, gotischen und maurischen Stilelementen und einer orientalischen Kuppel. Das von ihr als Bauherrin entworfene und errichtete Haus enthielt neben privaten Wohnräumen eine Galerie, einen Veranstaltungsraum und zwei Salons. In diesen Räumen betrieb sie ein Café mit Bar und einen Laden für hochpreisige, erlesene Dinge, die Trollopes Ehemann aus England geschickt hatte. Auch wurden Gemälde ihres Begleiters, des Malers Auguste Hervieu, ausgestellt sowie Theater- und Musikveranstaltungen durchgeführt. Das Projekt war ein geschäftlicher Fehlschlag und führte dazu, dass Trollope Cincinnati mit ihren Kindern und Hervieu im März 1830 verließ.
Nach ihrer 1831 erfolgten Rückkehr nach England publizierte Trollope 1832 den sehr erfolgreichen kritischen Bericht Domestic Manners of the Americans (Die häuslichen Umgangsformen der Amerikaner) und begann somit im Alter von 52 Jahren ihre schriftstellerische Karriere. In der Folge trat die Autorin als Verfasserin zahlreicher sozialkritischer (Fortsetzungs-)Romane auf, deren Tendenz sich unter anderem gegen Sklaverei, Kinderarbeit und andere soziale Übelstände richtete, darunter der 1840 erschienene Roman Michael Armstrong: Factory Boy. Trollope beeinflusste damit unter anderem Harriet Beecher Stowe und trug zur Wandlung des Meinungsklimas in Bezug auf das britische Fabrikwesen bei. Sie publizierte aber auch weiterhin Reisebeschreibungen.
Trollopes Beschreibungen sind detailgenau, farbig, häufig scharfzüngig und vom Standpunkt einer sozial denkenden aber konservativen Angehörigen der britischen Oberschicht aus formuliert (wiewohl die Autorin eigentlich nicht als solche gelten konnte). Trollope ist daher häufig scharfer Kritik begegnet, vor allem in den USA. Sie unterstellte der dortigen Gesellschaft unter anderem Unhöflichkeit, Vulgarität und finanzielle Gier; im Falle Wiens kritisierte sie beispielsweise das „Walzerfieber“ und den Standesdünkel der alten Aristokratie gegenüber den neu Geadelten. Die letzten 20 Jahre ihres Lebens verbrachte die Autorin von über 40, nach anderer Quelle sogar über 100 Büchern in Florenz, wo sie auf dem englischen Friedhof begraben wurde.

## Werke (Auswahl)
- Domestic Manners of the Americans. Whittaker, Treacher & Co., London 1832.
  - Taschenbuchausgabe: Domestic Manners of the Americans. Dover Publications, Mineola N.Y. 2003, ISBN 978-0486431390.
- Paris and the Parisians. Reisebeschreibung. 2 Bände, 1833.[2]
- Belgium and Western Germany in 1833. Reisebeschreibung. 2 Bände, 1834.[2]
- Vienna and the Austrians. Reisebeschreibung. 2 Bände[2], Richard Bentley, London 1838.
  - Deutsche Ausgabe: Ein Winter in der Kaiserstadt. Wien im Jahre 1836. Herausgegeben, bearbeitet und mit einem Vorwort versehen von Gabriele Habinger. Promedia Verlag, Wien 2003, ISBN 978-3-85371-199-6.